# Stefan Hula, Jr.
Stefan Jarosław Hula (junior) (født 29. september 1986 i Bielsko-Biała) er en polsk skihopper. Hans far med samme navn var også skihopper og vandt bronzemedalje ved VM i 1974.

## Karriere
Han debuterede internationalt med en 50. plads (af 62 deltagere) i junior-VM i Schonach 21. januar 2002. Han deltog også i junior-VM i Stryn i 2004, og denne gang fik han en sølvmedalje med det polske hold i holdkonkurrencen og blev nummer 13 i den individuelle konkurrence.
I World Cuppen han debuterede 8. januar 2005 i en holdkonkurrence, hvor Polen blev nummer 10 af 11 hold. Hans bedste individuelle placering i et World Cup er en femteplads, som han opnåede på hjemmebane i Zakopane 15. januar 2005. Hans bedste individuelle VM-placering er en 12. plads, som han fik på normalbakke i 2019, mens han tre gange har været med til at sikre Polen fjerdepladser i holdkonkurrencerne ved VM. Han har desuden været med til at vinde VM-bronze i skiflyvning for hold, hvilket skete i 2018 i Oberstdorf.
Hula har været med til fire olympiske lege i sin karriere. Ved vinter-OL 2006 i Torino blev han nummer 29 på normalbakken og nummer 5 med Polen i holdkonkurrencen. Ved vinter-OL 2010 i Vancouver blev han nummer 31 på normalbakke og 31 på stor bakke, mens han var med til at sikre Polen en sjetteplads i holdkonkurrencen. Han var ikke med ved vinter-OL 2014, men var med igen i 2018 i Pyeongchang, hvor han opnåede sin bedste individuelle OL-placering, da han blev nummer fem på normalbakke, mens han blev nummer 15 på stor bakke. Ved disse lege opnåede det polske hold deres bedste resultat i mange år, da det blev til bronzemedalje med 1072,4 point, mens Norge ret sikkert vandt guld med 1098,5 point, mens Tyskland akkurat sikrede sig sølvet med 1075,7 point. Det polske hold bestod af                    Hula, Maciej Kot, Dawid Kubacki og den individuelle guldvinder på stor bakke nogle dage forinden, Kamil Stoch. Hula var igen med ved vinter-OL 2022 i Beijing, hvor han kun hoppede på normalbakke og blev nummer 26.
Hula repræsenterer skiklubben WKS Zakopane. Hans skiflyvningsrekord er 205,5 m, sat i Planica i 2009.
| Medaljer for Polen                       | -      |
| ---------------------------------------- | ------ |
| Junior-VM, Stryn 2004 (hold)             | Sølv   |
| VM i skiflyvning, Oberstdorf 2018 (hold) | Bronze |
| Vinter-OL, Pyeongchang 2018 (hold)       | Bronze |